# Luciobarbus mursa
Luciobarbus mursa är en fiskart som först beskrevs av Güldenstädt, 1773.  Luciobarbus mursa ingår i släktet Luciobarbus och familjen karpfiskar. Inga underarter finns listade i Catalogue of Life.